# جوش كاسل
جوش كاسل (بالإنجليزية: Josh Kassel)‏ هو لاعب هوكي الجليد أمريكي، ولد في 3 سبتمبر 1985 في غرينسبورج في الولايات المتحدة.

## وصلات خارجية
- جوش كاسل على موقع EliteProspects.com (الإنجليزية)
- جوش كاسل على موقع HockeyDB.com (الإنجليزية)